# Pardosa alii
Pardosa alii là một loài nhện trong họ Lycosidae.
Loài này thuộc chi Pardosa. Pardosa alii được Benoy Krishna Tikader miêu tả năm 1977.